# Steinbach
Steinbach (pronunciación en alemán: /ˈʃtaɪ̯nˌbax/ⓘ) es una localidad y comuna francesa, situada en el departamento de Alto Rin, en la región de Alsacia.

## Demografía
| 827 | 904 | 1 031 | 1 186 | 1 149 | 1 272 |
| Para los censos de 1962 a 1999 la población legal corresponde a la población sin duplicidades (Fuente: INSEE [Consultar]) |     |       |       |       |       |